# Ascensió (Camilo)
Ascensió és un quadre de Francisco Camilo pintat el 1651 que actualment forma part de la col·lecció permanent del Museu Nacional d'Art de Catalunya; va ser adquirit pel museu el 1944.

## Descripció
Sant Joan Evangelista, agenollat en primer terme, ens introdueix en l'escena, mentre la resta d'apòstols, Maria Magdalena i la Mare de Déu s'extasien en veure Crist que s'alça, a la part superior de la tela, al centre d'un celatge que aviat se l'emportarà al costat del Pare Etern. A la zona inferior, les empremtes dels peus queden impreses a la roca com a testimoni del seu pas terrenal.

## Anàlisi
El tema representat és fonamental per a la doctrina catòlica: explica el triomf i la glorificació de Jesucrist segons les profecies de les Sagrades Escriptures. L'afer apareix a l'Antic Testament, als Salms i, al Nou Testament, als relats dels evangelistes Lluc i Marc, tot i que els detalls es poden comprovar als Actes dels Apòstols (Ac 1:9-10):
«Havent dit això fou alçat davant dels seus ulls fins que un núvol l'ocultà de la seva vista. I mentre estaven atentament mirant al cel [...]». Les marques del terra són un detall de tradició medieval que es va difondre a través dels gravats d'Albrecht Dürer. Ara bé, el tractament dels núvols traspassats pels raigs de llum, o la vestimenta de Jesús agitada pel vent ascendent, són propis de l'aparell del ple barroc. Els colors, amb una rica gamma de vermells, blaus, verds i veladures rosàcies, evoquen les paletes venecianes, i la composició és la de l'Assumpció de la Mare de Déu de Tiziano per a Santa Maria Gloriosa dei Frari de Venècia.
Un bell quadre d'altar que reflecteix fidelment el sentiment devocional i el quefer de la manera avançada del pintor madrileny, que, sense cap mena de dubte, va conèixer a fons les teles venecianes de la col·lecció reial espanyola.